# 27520 Rounds
27520 Rounds este o planetă minoră (asteroid), cu un diametru de 8,93 km, din centura de asteroizi. A fost descoperită pe 24 aprilie 2000 la Stația Anderson Mesa de Lowell Observatory Near-Earth-Object Search. 
Obiectul prezintă o orbită caracterizată de o semiaxă mare de 3,0676716 UAi, o excentricitate de 0,12, o înclinație de 3,54408 ° în raport cu ecliptica.